# Dave Sheridan (acteur)
Pour les articles homonymes, voir Dave Sheridan.
Dave Sheridan est un acteur, scénariste, producteur et musicien américain, né le 10 mars 1969 à Newark (Delaware) (États-Unis).

## Biographie
Dave Sheridan a commencé sa carrière comme stagiaire dans Saturday Night Live. De là, il est entré au célèbre théâtre de Chicago The Second City, où il a écrit, dirigé et a produit Dave Sheridan's America, une exposition/spectacle d'étape de scène multimédia. Il est crédité avec la présentation de la série de réalité à l'audience MTV avec Buzzkill (1996), un spectacle qui a représenté trois copains fainéants organisant des farces élaborées et les filmant toutes. Il a surtout été remarqué pour avoir interprété Doofy Gilmore (un policier un peu spécial) dans Scary Movie.

## Filmographie
Acteur
- 1998 : Short Cinema
- 2000 : Scary Movie : agent Doofy Gilmore
- 2001 : The Det. Kent Stryker : inspecteur Lee
- 2001 : Ghost World : Doug Gormley
- 2001 : Bubble Boy : Mark
- 2001 : Corky Romano : Agent Terrence Darnell
- 2002 : Frank McKlusky, C.I. : Frank McKlusky
- 2003 : Scare Tactics : différents personnages de l'épisode 1
- 2003 : The Fighting Temptations : Bill
- 2003 : Grounded for Life - épisode 1 : Jack
- 2003 : Windy City Heat (en) (série télévisée) : Travis Bickle
- 2005 : The Devil's Rejects : officier Ray Dobson
- 2006 : Van Stone: Tour of Duty : Randy Van Stone
- 2006 : Gay Robot (série télévisée) : Wade
- 2006 : Stone & Ed : homme avec le chapeau
- 2006 : Free Ride (série télévisée) : Dove dans trois épisodes
- 2006 : Little Man : Rosco
- 2007 : Your Name Here : Duke
- 2011 : Comment tuer son boss ? : le barman
- 2013 : Ghost Bastards (Putain de fantôme) : Bob
- 2015 : The walking deceased : Shérif Lincoln
- 2017 : Victor Crowley : Dillon

Autres
- 1996 : Buzzkill (série télévisée) : réalisateur et scénariste
- 2002 : Frank McKlusky, C.I. : scénariste
- 2006 : Van Stone: Tour of Duty (série télévisée) : producteur et scénariste

## Divers
Il apparaît dans le clip vidéo By the Way et Universally Speaking du groupe Red Hot Chili Peppers.